# 1911 (phim)
1911 (chữ Hán: 辛亥革命 - Tân Hợi Cách Mạng) là một bộ phim điện ảnh chiến tranh - lịch sử Trung Quốc, công chiếu vào năm 2011 . Bộ phim được sản xuất nhằm kỷ niệm 100 năm thành công của cuộc Cách mạng Tân Hợi năm 1911. Đây cũng là phim thứ 100 của nam đạo diễn, diễn viên chính Thành Long . Phim quy tụ hơn 70 ngôi sao sáng của màn bạc Trung Hoa, trong đó có Hồ Ca, Lý Băng Băng, Triệu Văn Tuyên, Phòng Tổ Danh, Ninh Tĩnh, Trần Xung, Vương Á Nam, Dư Thiếu Quần, Vương Tử Văn,...

## Nội dung
Vào cuối triều đại nhà Thanh, những rắc rối bên trong và bên ngoài, đất nước Trung Quốc lâm nguy. Các nhà cách mạng đứng đầu là Tôn Trung Sơn quyết tâm lật đổ chính quyền nhà Thanh thông qua cách mạng và thiết lập một hệ thống cộng hòa.
Từ năm 1895 đến năm 1910, đảng cách mạng đã phát động nhiều cuộc nổi dậy. Thu Cẩn, Từ Tích Lân và những người tiên phong khác của đảng cách mạng lần lượt hy sinh, và cuộc cách mạng rơi vào một giai đoạn trầm lắng.
Cuối năm 1910, Tôn Trung Sơn một lần nữa triệu tập lực lượng trụ cột của liên minh ở nước ngoài để tổ chức lực lượng phát động cuộc khởi nghĩa ở Quảng Châu, Hoàng Hưng Từ Tông Hán và giả làm một đôi rồi bí mật lẻn vào Quảng Châu. Tuy nhiên, trận đánh Quảng Châu cuối cùng vẫn bị thất bại, một số lớn cốt cán cách mạng như Lâm Giác Dân đã anh dũng hy sinh, Hoàng Hưng cũng bị thương nặng. Từ Tống Hán và những người khác đã liều chết và 72 hài cốt liệt sĩ, được chôn cất tại Nghĩa trang liệt sĩ 72 Hoàng Hoa Cương, ngoại ô Quảng Châu.
Sau cuộc nổi dậy này, chính quyền nhà Thanh đã tiến hành đàn áp đẫm máu những người cách mạng, đồng thời tích cực tìm kiếm một món hời phản bội với chủ nghĩa đế quốc.
Tại Tứ Xuyên, triều đình nhà Thanh lại một lần nữa mất quyền và sỉ nhục đất nước, điều này đã làm bùng lên phong trào vệ đường sôi nổi, Tân quân Hồ Bắc được khẩn trương triển khai để trấn áp. Tại Vũ Xương, danh sách Tân quân cách mạng đảng  bị lộ, tổng đốc Hồ Quảng Thụy Trừng bắt đầu truy lùng từng đảng viên cách mạng. Sau một đêm chiến đấu ác liệt, quân khởi nghĩa Vũ Xương đã chiếm được dinh Thống sứ, Lý Nguyên Chương được quân cách mạng khẩn cấp phong quân hàm Đại tướng quân.
Thành công của khởi nghĩa Vũ Xương đã làm chấn động cả nước, tin tức lan sang cả nước Mỹ, Tôn Trung Sơn và các thành viên của Đồng Minh Hội rất vui mừng. Ngay lập tức cử Hoàng Hưng và Từ Tông Hán đến chiến trường Vũ Xương, điều này đã nâng cao tinh thần của quân cách mạng. Không ngần ngại bảo vệ ba thị trấn Vũ Hán với lá cờ đỏ của cuộc cách mạng bằng máu và tính mạng của mình. Sau bao nhiêu máu lửa, mối quan hệ giữa Hoàng Hưng và Từ Tông Hán tiếp tục thăng hoa, cả hai quyết định kết thành một cặp đôi cách mạng và tiếp tục sát cánh chiến đấu.
Triều đình nhà Thanh mù mờ phải nhờ Viên Thế Khải ra mặt, dẫn quân phương Bắc đàn áp cuộc cách mạng. Viên Thế Khải một mặt trấn áp quân cách mạng, mặt khác vẫn cố gắng bí mật trao đổi mong muốn hòa đàm với đảng cách mạng thông qua đảng viên cách mạng Uông Tinh Vệ trong trò chơi của các thế lực khác nhau.
Vào thời điểm quan trọng của cuộc cách mạng, Tôn Trung Sơn vội vã ra nước ngoài để bác bỏ dư luận và cuối cùng thuyết phục tập đoàn phương Tây không vay nợ để hỗ trợ triều đình nhà Thanh.
Phòng thủ thành Dương Hạ chiến đấu vô cùng ác liệt, Hoàng Hưng và Lê Nguyên Hồng phải vất vả chống đỡ, trước sức tấn công của nhiều thế lực phản động, Hoàng Hưng kiên quyết quyết định dẫn quân đến hạ lưu sông Dương Tử tập hợp sức mạnh để đạt được đại nghĩa.
Khi các tàu chiến trên sông Dương Tử đang di chuyển, tin tức về tuyên bố độc lập từ nhiều tỉnh đến, Hoàng Hưng và những người khác được khích lệ.
Kể từ đó, cục diện cách mạng bước vào tình thế đối đầu giữa hai miền Nam - Bắc, sau nhiều nỗ lực, cuối cùng đại diện của hai miền Nam Bắc là Đường Thiệu Nghi và Ngũ Đình Phương đã cùng ngồi lại đàm phán. Sau một cuộc bầu cử dân chủ công khai của đại diện từ 18 tỉnh, Tôn Trung Sơn được bầu làm tổng thống đầu tiên. Tôn Trung Sơn nói rằng chỉ cần Viên Thế Khải thúc giục hoàng đế nhà Thanh thoái vị thì ông ta có thể nhường đường, và người buộc nhà Thanh thoái vị sẽ trở thành tổng thống của Trung Hoa Dân Quốc.

## Diễn viên
| Diễn viên                     | Vai                         | Giới thiệu | Lồng tiếng Quảng Đông | Ghi chú                    |
| ----------------------------- | --------------------------- | --- | --------------------- | -------------------------- |
| Triệu Văn Tuyênf              | Tôn Trung Sơn               | Quốc phụ của Trung Hoa Dân Quốc | Cao Hãn Văn           | Lồng tiếng： Triệu Lập Tân |
| Thành Long                    | Hoàng Hưng                  | Khai quốc công thần của Trung Hoa Dân Quốc, một nhà cách mạng nổi tiếng.                                                                                                   | Âm thanh gốc          | Lồng tiếng: Ngô Tuấn Toàn  |
| Lý Băng Băng                  | Từ Tông Hán                 | Phu nhân Hoàng Hưng |                       |                            |
| Tôn Thuần                     | Viên Thế Khải               | Chủ tịch đầu tiên của Trung Hoa Dân Quốc | Chu Vĩnh Quang        |                            |
| Trần Xung                     | Hiếu Định Cảnh thái hậu     | Hoàng hậu cuối cùng của nhà Thanh,, vào năm 1912, nhân danh Thái hậu đã ban hành sự thoái vị của Hoàng đế                                                                  | Trần An Oánh          |                            |
| Khương Võ                     | Lê Nguyên Hồng              | Phó chủ tịch thứ nhất của Trung Hoa Dân Quốc |                       |                            |
| Phòng Tổ Danh                 | Trương Chấn Vũ              | Một trong những người được vinh danh sau Khởi nghĩa Vũ Xương cùng với Tôn Vũ, Tưởng Dực Vũ, anh ta cũng được gọi là "Tân Hợi tam vũ" và sau đó bị Viên Thế Khải giết chết. |                       |                            |
| Hồ Ca                         | Lâm Giác Dân                | Một trong bảy mươi hai vị tử đạo của Cuộc nổi dậy Quảng Châu lần thứ hai, tác giả của "Thư vĩnh biệt vợ"                                                                   |                       |                            |
| Ninh Tĩnh                     | Thu Cẩn                     | Phong trào nữ quyền hiện đại và chiến lược gia cách mạng đã bị giết bởi những người lính nhà Thanh, và cái chết của cô đã gián tiếp dẫn đến cuộc Cách mạng năm 1911.       | Trần An Oánh          |                            |
| Dư Thiếu Quần                 | Uông Tinh Vệ                | Nhân vật chính trị hiện đại Trung Quốc |                       | Lồng tiếng: Trần Hạo       |
| Đỗ Vũ Hàng                    | Hùng Bình Khôn              | Người từng được coi là phát súng đầu tiên của Khởi nghĩa Vũ Xương |                       |                            |
| Hoàng Chí Trung               | Tư đồ Mỹ Đường              | Nhà lãnh đạo Trung Quốc nổi tiếng ở nước ngoài |                       |                            |
| Mai Đình                      | Trần Ý Ánh                  | Vợ của Lâm Giác Dân |                       |                            |
| Đào Trạch Như                 | Đường Duy Ung               | Đại sứ nhà Thanh tại Pháp |                       | Nhân vật hư cấu            |
| Vương Tử Văn                  | Đường Mạn Nhu               | Con gái của Đường Duy Ung |                       | Nhân vật hư cấu            |
| Đa Bố Kiệt                    | Phùng Quốc Chương           | Phó Chủ tịch và quyền Chủ tịch nước Cộng hòa Trung Hoa. |                       |                            |
| Tề Khuê                       | Viên Khắc Định              | Con trai của Viên Thế Khải. |                       |                            |
| Trần Dật Hằng                 | Từ Thế Xương                | Phó Bộ trưởng Nội các Hoàng gia, Cố vấn của Viên Thế Khải. |                       |                            |
| Ngụy Tông Vạn                 | Dịch Khuông                 | Hoàng tử bí mật nhà Thanh, bộ trưởng cuối cùng nhà Thanh. | Chu Vĩnh Quang        |                            |
| Lữ Dương                      | Lương Bật                   | Bộ trưởng hoàng gia nhà Thanh, Đại thần Cấm Vệ Quân. | Tô Cường Văn          |                            |
| Mạch Khắc                     | Homer Lea                   | Thành viên Đồng minh Hội, Cố vấn trưởng quân sự của Trung Hoa Dân Quốc |                       |                            |
| Kỳ Đạo                        | Ngô Triệu Lân               | Nhà cách mạng dân chủ Trung Quốc |                       |                            |
| Nam Khải                      | Kim Triệu Long              | Một trong những nạn nhân đầu tiên của Khởi nghĩa Vũ Xương. |                       |                            |
| Trương Chí Kiên               | Lâm Sâm                     | Chính trị gia Trung Hoa Dân Quốc |                       |                            |
| Tạ Cương                      | Đường Thiệu Nghi            | Nhân vật chính trị và nhà ngoại giao vào cuối triều đại nhà Thanh và Trung Hoa Dân Quốc                                                                                    |                       |                            |
| Tôn Kính Quý                  | Dụ Bồi Luân                 | Hội viên Đồng minh Hội, một trong bảy mươi hai vị tử đạo của Cuộc nổi dậy Quảng Châu lần thứ hai                                                                           |                       |                            |
| Hình Giai Đống                | Tống Giáo Nhân              | Chính trị gia đầu tiên ở Trung Hoa Dân Quốc ủng hộ một hệ thống nội các có trách nhiệm                                                                                     |                       |                            |
| Hà Cường                      | Cư Chính                    | Người sáng lập hội cùng tiến, một trong những người chỉ huy của Khởi nghĩa Vũ Xương.                                                                                       |                       |                            |
| Mã Nham                       | Lưu Thừa Ân                 | Thuộc hạ của Viên Thế Khải |                       |                            |
| Hứa Văn Nghiễm                | Trương Minh Kỳ              | Thống đốc Quảng Đông và Quảng Tây cuối cùng trong triều đại nhà Thanh |                       |                            |
| Hứa Ngưng                     | Trần Canh Tân               | Hội viên Đồng minh Hội, một trong bảy mươi hai liệt sĩ Hoàng Hoa Cương. |                       |                            |
| Diệp Đại Ưng                  | Ngũ Đình Phương             | Nhà ngoại giao, luật sư, nhà thư pháp vào cuối triều đại nhà Thanh. |                       |                            |
| Hà Tường                      | Phương Thanh Đỗng           | Nhà cách mạng vĩ đại cuối triều đại nhà Thanh, thành viên đầu tiên của Trung Quốc Đồng minh Hội.                                                                           |                       |                            |
| Lưu Tử Thiên                  | Hồ Hán Dân                  | Cựu chiến binh Trung Quốc Dân Quốc và một trong những nhà lãnh đạo đầu tiên của phe cánh tả.                                                                               |                       |                            |
| Trương Hiểu Lâm               | Thiết Lương                 | Nhân vật quân sự và chính trị cuối triều đại nhà Thanh, Thành viên Tông Xã Đảng.                                                                                           |                       |                            |
| Ngô Văn Luân                  | Lão thần nhà Thanh          | |                       |                            |
| Lý Đông Học                   | Tái Phong                   | Nhiếp chính vương nhà Thanh, cha của hoàng đế cuối cùng Phổ Nghi. |                       |                            |
| Hồ Minh                       | Liêu Trọng Khải             | Hội viên Đồng minh Hội |                       |                            |
| Cao Bân                       | Thái Nguyên Bồi             | Hội trưởng Hiệp hội Phục hồi, nhà giáo dục. |                       |                            |
| Cổ Hoành Vĩ                   | Tưởng Dực Vũ                | Xã trưởng học xã, một trong những nhà lãnh đạo của Khởi nghĩa Vũ Xương. |                       |                            |
| Triệu Diệu Đông               | Chương Thái Viêm            | Tổng biên tập Dân Báo, một thành viên quan trọng của Hiệp hội phục hồi. |                       |                            |
| Đàm Tăng Vệ                   | Phổ Vĩ                      | Cung Thân vương Nhà Thanh, Phản đội hoàng đế thoái vị. |                       |                            |
| Đái Triệu An                  | Đại thần nhà Tranh          | |                       |                            |
| Tả Triệu Hà                   | Trịnh Khôn                  | Hội viên Đồng minh Hội, người tham gia Khởi nghĩa Hoàng Hoa Cương (còn sống)                                                                                               |                       |                            |
| Vương Vãng                    | Trần Kỳ Mỹ                  | Hội viên Đồng minh Hội, Đô đốc Hỗ quân. |                       |                            |
| Mã Duy Phúc                   | Ấm Xương                    | Đại Thần Lục quân nhà Thanh. |                       |                            |
| Hoắc Thanh                    | Đàm Nhân Phượng             | Hội viên Đồng minh Hội |                       |                            |
| Vương Kính Phong              | Đào Khải Thắng              | Trưởng công trình Đệ Bát doanh, bị quân cách mạng giết. |                       |                            |
| Lan Hạo Vũ                    | Lâm Thời Sảng               | Hội viên Đồng minh Hội, một trong bảy mươi hai liệt sĩ Hoàng Hoa Cương. |                       |                            |
| Đông Tuấn                     | Tiểu Đức Trương             | Thái giám nhà Thanh |                       |                            |
| Hoàng Diệp Thành              | Bành Sở Phiên               | Thành viên của hội cùng tiến, một trong tám liệt sĩ Khởi nghĩa Vũ Xương.                                                                                                   |                       |                            |
| Trần Vỹ Đống                  | Phan Đạt Vi                 | Hội viên Đồng minh Hội, chịu trách nhiệm quy tập hài cốt của bảy mươi hai liệt sĩ.                                                                                         |                       |                            |
| Tô Hàm Diệp                   | Phổ Nghi                    | Hoàng đế cuối cùng của nhà Thanh. | Hoàng Phụng Anh       |                            |
| Ngụy Tiểu Quân                | Đội trưởng hội Xích Thập Tự | |                       |                            |
| Tần Tuyền                     | Đội phó hội Xích Thập Tự    | |                       |                            |
| Lâm Bằng                      | Y tá                        | |                       |                            |
| Trương Kiến Trung             | Vũ Chi Mô                   | |                       |                            |
| Thời Quang                    | Lưu Đạo Nhất                | |                       |                            |
| Lý Đan Quân                   | Trương Bưu                  | |                       |                            |
| Vương Hoan                    | Mã Tông Hán                 | |                       |                            |
| Vương Khản                    | Thụy Trừng                  | Tổng đốc Hồ Quảng nhà Thanh. |                       |                            |
| Tưởng Tịnh                    | Dì của Viên Thế Khải        | |                       |                            |
| Vương Duy Duy                 | Bác gái của Viên Thế Khải   | |                       |                            |
| Vương Lộ Dao                  | Cô ba của Viên Thế Khải     | |                       |                            |
| Tưởng Kính                    | Cửu Di Thái                 | |                       |                            |
| Lý Thụy Siêu                  | Trần Thiên Hoa              | |                       |                            |
| Trần Vỹ Khanh                 | Từ Tích Lân                 | |                       |                            |
| Hoàng Vĩ                      | Nhiếp ảnh gia               | |                       |                            |
| Simon Dutton                  | Sir John Newell Jordan      | Công sứ Anh tại Trung Quốc. |                       |                            |
| Fitzjean O Cobthaigh Caoimhin | Vu Bối Nhĩ                  | |                       |                            |
| Lưu Quốc Hoa                  | Kẻ ám sát                   | |                       |                            |
| Ewald Springer                | Bộ trưởng Đức               | |                       |                            |
| James Lee Guy                 | Nhân viên ngân hàng Mỹ      | Đại diện Citibank Kevin Thomson |                       |                            |
| Attarian                      | Bộ trưởng Pháp              | |                       |                            |
| Klaus Gerhard                 | Nhân viên ngân hàng Đức     | Đại diện Ngân hàng Đức-Asiatische |                       |                            |
| Laurier Dubeau                | Nhân viên ngân hàng Pháp    | Đại diện của Crédit Agricole |                       |                            |
| Peter Dijkstra                | Bộ trưởng Pháp              | |                       |                            |
| Matthew Lawrence Holmes       | Nhân viên ngân hàng Anh     | Đại diện HSBC William Buchanan |                       |                            |
|                               | Lưu Phục Cơ                 | Thành viên của hội cùng tiến, một trong tám liệt sĩ Khởi nghĩa Vũ Xương.                                                                                                   |                       |                            |
| Trương Hòa Tinh               | Dương Hoành Thắng           | Thành viên của hội cùng tiến, một trong tám liệt sĩ Khởi nghĩa Vũ Xương.                                                                                                   |                       |                            |
| Lý Hân Nhữ                    | Tiểu Cận                    | |                       |                            |
| Ngụy Đại Huân                 | Ngô Ngọc Chương             | Nhà cách mạng vào cuối thời nhà Thanh. |                       |                            |
| Tưởng Văn Lệ                  | Tống Khánh Linh             | |                       |                            |
| Vương Á Nam                   | Viên Khắc Định              | |                       |                            |

## Sản xuất
Phim được bắt đầu sản xuất vào ngày 26 tháng 9 năm 2010 tại Phụ Tân, Liêu Ninh. Sau hơn nửa năm chế tác, phim đã đóng máy tại Tam Á, Hải Nam.

## Phát hành
1911 được công chiếu vào ngày 23 tháng 9 năm 2011 tại Trung Quốc  vào ngày 29 tháng 9 năm 2011 tại Hồng Kông . Phim cũng được công chiếu mở màn tại Liên hoan phim quốc tế Tokyo lần thứ 24 vào ngày 22 tháng 10 năm 2011 . Tại Việt Nam, phim được khởi chiếu vào ngày 28 tháng 10 năm 2011.

## Giải thưởng
| Giải            | Hạng mục                        | Đề cử cho | Kết quả   | Ghi chú |
| --------------- | ------------------------------- | --------- | --------- | ------- |
| LHP Trường Xuân | Phim xuất sắc nhất - Nai Vàng   | 1911      | Đoạt giải |         |
| Hoa Biểu        | Phim xuất sắc nhất              | 1911      | Đoạt giải |         |
| Bách Hoa        | Nữ diễn viên phụ xuất sắc nhất  | Ninh Tĩnh | Đoạt giải |         |
| Bách Hoa        | Nam diễn viên phụ xuất sắc nhất | Tôn Thuần | Đoạt giải |         |